# Louis von Giacomelli
Louis von Giacomelli (eigentlich Luigi Giacomelli di Monterosso, * 16. Februar 1858 in Treviso; † 5. Dezember 1918 in Wien) war ein vor allem in Wien tätiger Architekt und Bauingenieur oberitalienischer Herkunft.

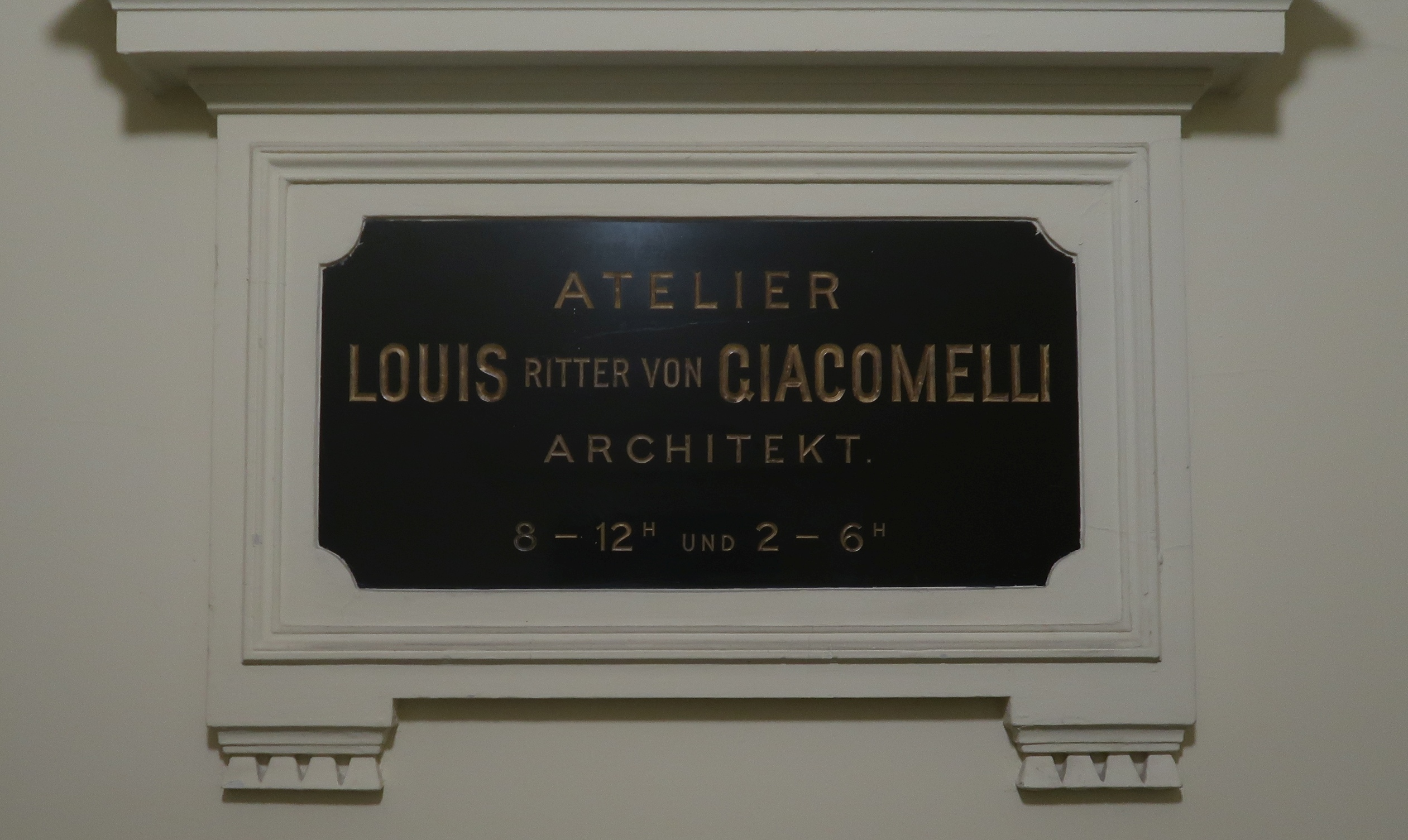
Atelierschild Louis Ritter von Giacomelli im Foyer des Hauses Sechskrügelgasse 14

## Leben
Giacomelli entstammte einer wohlhabenden und gebildeten Familie aus Friaul, die sich 1830 in Treviso niedergelassen und den nach ihr benannten Palazzo Giacomelli (davor Palazzo Dolfin) erworben hatte. Von 1876 bis 1890 absolvierte er ein Architekturstudium an der Technischen Hochschule Wien bei Moritz Wappler. Er war zunächst als Architekt in Oberitalien tätig, ließ sich 1894 nach einigen Bauaufträgen in Wien nieder und wohnte zuerst in der Geologengasse 8, ab 1896 in der Ungargasse. 1898 erhielt er das Heimatrecht in Wien; der Österreichische Ingenieur- und Architekten-Verein nahm ihn als Mitglied auf, und Giacomelli war im Ausschuss für dessen Zeitschrift tätig. 1908 trat er der Zentral-Vereinigung der Architekten bei und wurde Mitglied des bis 1917 bestehenden Hansen-Clubs. Von 1900 an bis zu seinem Tod hatte er sein Atelier und die Wohnung in der Wiener Sechskrügelgasse 14. Neben den sich über Jahre erstreckenden Arbeiten an den Kirchenbauten nahm er an einigen weiteren Architekturwettbewerben in Wien teil, so 1914–1915 für eine Fußgänger- und Rohrbrücke über den Donaukanal und 1915–1916 für den Kursalon im Stadtpark- Er wurde am Wiener Zentralfriedhof bestattet.

## Bauten

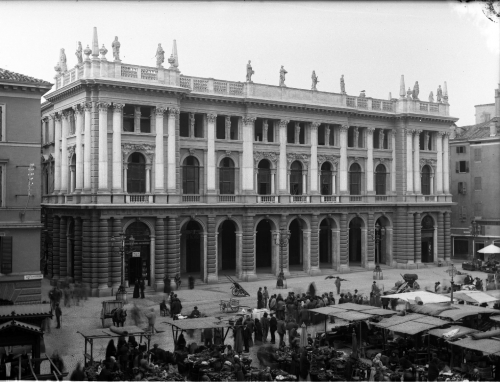
Palazzo di Giustizia in Modena, in einer Fotografie von Pietro Poppi vor 1907
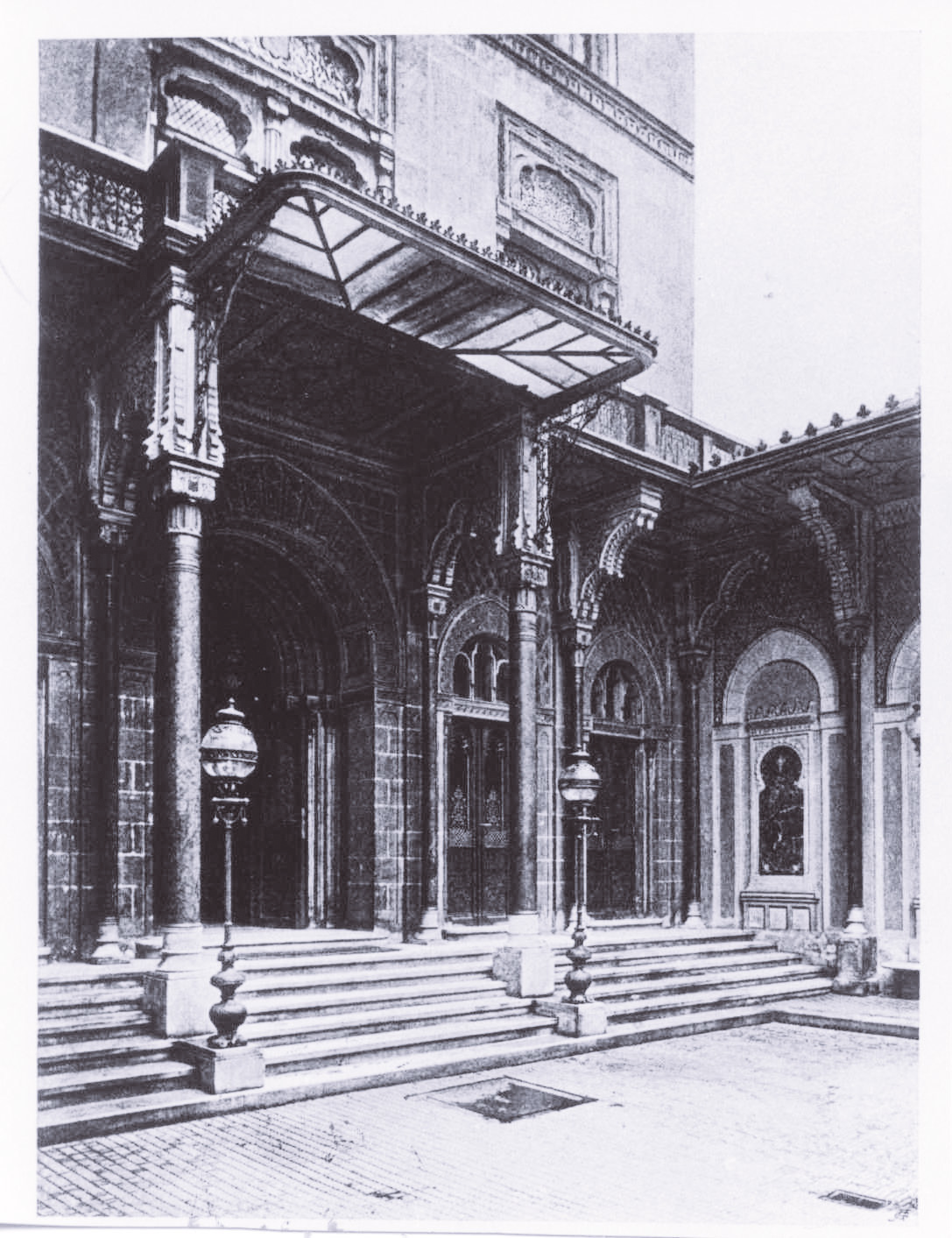
Türkischer Tempel, Wien Haupteingang (Foto um 1900)
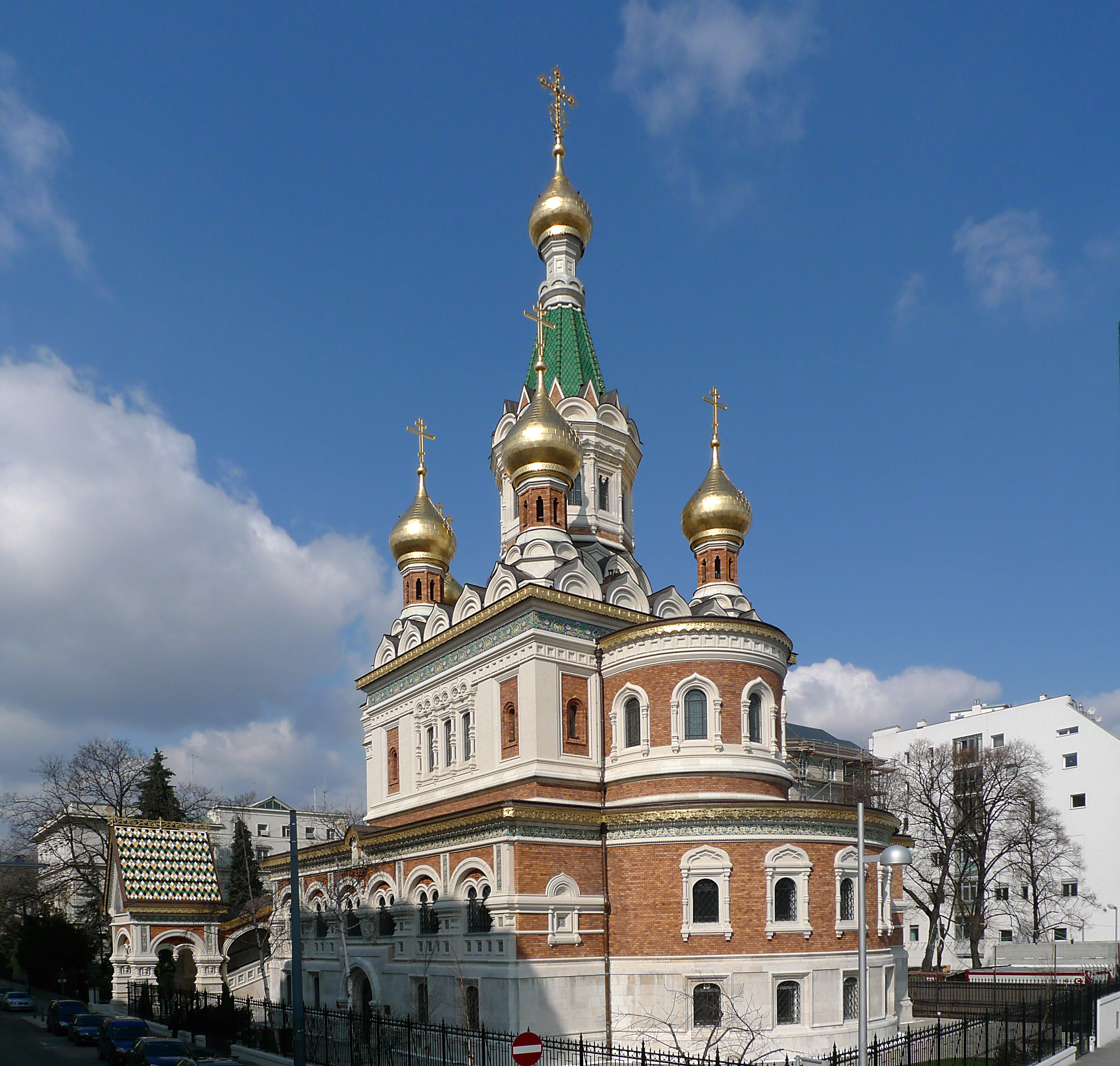
Russisch-orthodoxe Kathedrale in der Jaurèsgasse, Wien
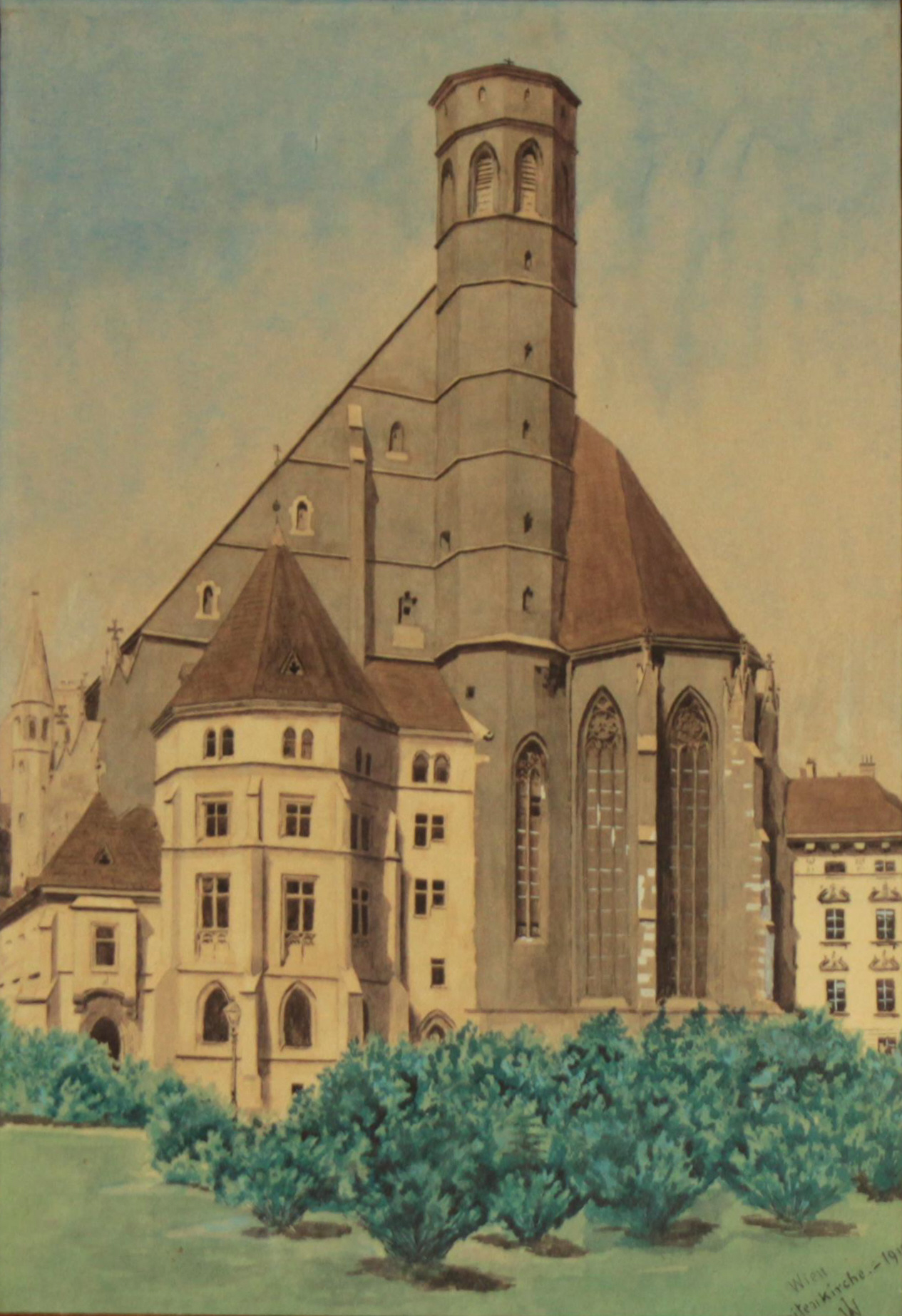
Minoritenkirche Maria Schnee, Wien, auf einem Aquarell von 1910, signiert W.J.

## Werke (Auswahl)
- „Türkischer Tempel“, Zirkusgasse 22 in Wien. Synagoge der türkischen israelitischen Gemeinde, erbaut 1885–1887 von Giacomelli nach den Plänen von Hugo von Wiedenfeld, von den Nationalsozialisten während der Novemberpogrome 1938 zerstört.
- 1890–1892 entwarf und baute er den Palazzo di Giustizia (Justizpalast) in Modena im Stil der Neorenaissance. Der Bau wurde 1963[3] abgerissen und machte dem neuen Sitz der Cassa di Risparmio di Modena Platz, erbaut von Giò Ponti.
- Russisch-orthodoxe Kathedrale zum heiligen Nikolaus, Jaurèsgasse 2–4 in Wien, erbaut 1893–1897. Die ursprünglichen Pläne stammten vom russischen Architekten Grigorij Iwanowitsch Kotov, 1893 wurde Fritz Rumpelmayer mit der Bauleitung beauftragt, nach ihm übernahm 1897 Giacomelli die Planung und Bauausführung.
- 1902 war er zunächst in der Baukommission der italienischen Kongregation „Madonna della Neve“ (Maria Schnee) 1903–1909 leitete Giacomelli nach dem Tod von Victor Lutz die Restaurierung, den Umbau und die Errichtung von Zubauten der ehemaligen Minoritenkirche Maria Schnee am Minoritenplatz in Wien, die ihm ihre heutige Gestalt verdankt.
- Auf dem Friedhof Ober-St.-Veit (Wien) erbaute er 1905 die Grabkapelle der Familie des Freiherrn Rudolf von Wiener-Welten.[4]

## Schriften
Die italienische Nationalkirche zu Maria Schnee in Wien (Minoritenkirche) einst und jetzt, Wien 1909; im selben Jahr auch auf Italienisch erschienen.

## Auszeichnungen
- Um 1900 wurde er für seine Verdienste um den Bau der Russisch-orthodoxen Kirche zum heiligen Nikolaus  in Wien zum Kommandeur des kaiserlich-russischen St.-Stanislaus-Ordens ernannt.
- Nach Restaurierung der Minoritenkirche Maria Schnee wurde ihm der Titel „Ritter von Monterosso“ verliehen.
- 1909 bekam er das Ritterkreuz des Franz-Joseph-Ordens.